# Omice
Omice (en allemand : Womitz) est une commune du district de Brno-Campagne, dans la région de Moravie-du-Sud, en République tchèque. Sa population s'élevait à 817 habitants en 2020.

## Géographie
Omice se trouve à 5 km à l'est-sud-est de Rosice, à 12 km à l'ouest-sud-ouest de Brno et à 177 km au sud-est de Prague.
La commune est limitée par Ostrovačice au nord, par Popůvky à l'est, par Střelice au sud-est, par Tetčice au sud-ouest et à l'ouest, et par Rosice au nord-ouest.

## Histoire
La première mention écrite de la localité date de 1104.